# コメンテーター予備校
コメンテーター予備校（こめんてーたーよびこう）は日本テレビで2017年から不定期で放送された番組である。正式タイトル『いつかボクらもご意見番 コメンテーター予備校』である。

## 出演

### MC
- 若林正恭（オードリー）- 第1回
- 博多大吉（博多華丸・大吉）- 第1,2回

### 進行
- 桝太一（日本テレビアナウンサー）- 第1,2回

### アシスタント
- 畑下由佳（日本テレビアナウンサー）- 第1回

## 放送リスト
| 放送回数 | 放送日             | 放送時間       | ゲスト                                   | 備考                     |
| -------- | ------------------ | -------------- | ---------------------------------------- | ------------------------ |
| 1        | 2017年04月09日(日) | 13:15 - 14:15  | 小倉優子、篠原信一、藤田ニコル           | サンバリュ枠で放送       |
| 2        | 2017年09月13日(水) | 23:59 - 翌0:54 | 東幹久、田中みな実、林修、ブルゾンちえみ | 水曜プラチナイト枠で放送 |

## スタッフ
- 企画・演出：安島隆
- ナレーター：瀬戸麻沙美
- 構成：飯塚大悟、安部裕之
- TM：木村博靖
- SW：三井隆裕（第2回）
- CAM：鎌倉和由（第2回）
- MIX：大島康彦（第2回）
- VE：塩原和益（第2回）
- 照明：下平好実（第2回）
- 編集：加納敏行
- MA：山本宗太
- 音効：小田切暁
- 美術：牧野沙和
- デザイン：熊崎真知子
- ロゴ・イラスト：津島美樹（第1回はデザイン）
- 技術協力：NiTRO
- 美術協力：日テレアート
- モニター：ジャパンテレビ
- リサーチ：野村直子、宮沢恵里菜
- TK：長坂真由美
- デスク：小林祐子
- AP：山脇瞳（第2回）
- AD：岩城裕、相原久美子（2人共→第2回）
- ディレクター：安田太地、東海林明、田村育、志和幸奈（志和→第2回）
- 演出：井上圭
- プロデューサー：宮崎慶洋、横田崇、城野麻衣子、井上裕次（井上→第2回）
- チーフプロデューサー：道坂忠久
- 制作協力：THE WORKS
- 製作著作：日テレ

### 過去のスタッフ
- SW：小林宏義（第1回）
- CAM：中村哲也（第1回）
- MIX：中野裕介（第1回）
- VE：三山隆浩（第1回）
- 照明：井口弘一郎（第1回）
- AD：上野美雪、山田裕太、福岡連太、間瀬裕介（全員→第1回）
- AP：安田奈央（第1回）